# 柏崎村 (埼玉県)
柏崎村（かしわざきむら）は、埼玉県南埼玉郡に存在した村。
1954年（昭和29年）5月3日、岩槻町、新和村、和土村、川通村、河合村、慈恩寺村との合併による岩槻町の成立により消滅。

## 地理
- 埼玉県南埼玉地域の西部に位置する。
- 2006年現在におけるさいたま市岩槻区の西部にあたる。
- 河川：綾瀬川、大橋井堰用水
- 池沼：横根沼

## 歴史
- 1889年（明治22年）4月1日 - 町村制施行に平行して柏崎村、横根村、加倉村、谷下村、浮谷村、真福寺村の6箇村が合併し、南埼玉郡柏崎村が成立。
- 1954年（昭和29年）5月3日 - 岩槻町、新和村、和土村、川通村、柏崎村、河合村、慈恩寺村と合併し、南埼玉郡岩槻町が成立。柏崎村は消滅した。
- 1954年（昭和29年）7月1日 - 岩槻町が市制施行し岩槻市となる。
- 2005年（平成17年）4月1日 - 岩槻市がさいたま市に編入され、同市岩槻区となる。